# Kendji Girac
Pour les articles homonymes, voir Maillé et Girac (homonymie).
Kendji Girac, de son vrai nom Kendji Maillé (né le 3 juillet 1996 à Périgueux, en Dordogne), est un chanteur et guitariste français
Vainqueur de la saison 3 de The Voice : La Plus Belle Voix en 2014, il connaît le succès dès son premier titre, Color Gitano. Il a depuis publié cinq albums, ainsi qu'un album live et un EP.

## Biographie

### Enfance et formation
D'origine gitane catalane, Kendji Maillé naît le 3 juillet 1996 à Périgueux, en Dordogne,,. Girac est le nom de sa mère. Il grandit l’été sur les routes, « en caravane », l’hiver sédentarisé en Dordogne. Scolarisé au gré des déplacements familiaux, il arrête les études à seize ans après le collège, devient élagueur dans l'entreprise de son père et se consacre à sa passion, la musique.
De ses multiples origines, il maîtrise très bien, en plus du français et du catalan, les langues espagnole et occitane[réf. nécessaire]. Le catalan, est sa langue maternelle, et celle de son milieu familial gitan tandis que l'occitan était parlé autour de lui dans sa jeunesse à Périgueux. Il chante parfois également dans ces deux langues ; pour l'occitan, il a notamment été inspiré par les textes de Joan-Pau Verdier ou encore Francis Cabrel, qui compose dans cette langue et la maîtrise.

### The VoiceetKendji(2013–2014)

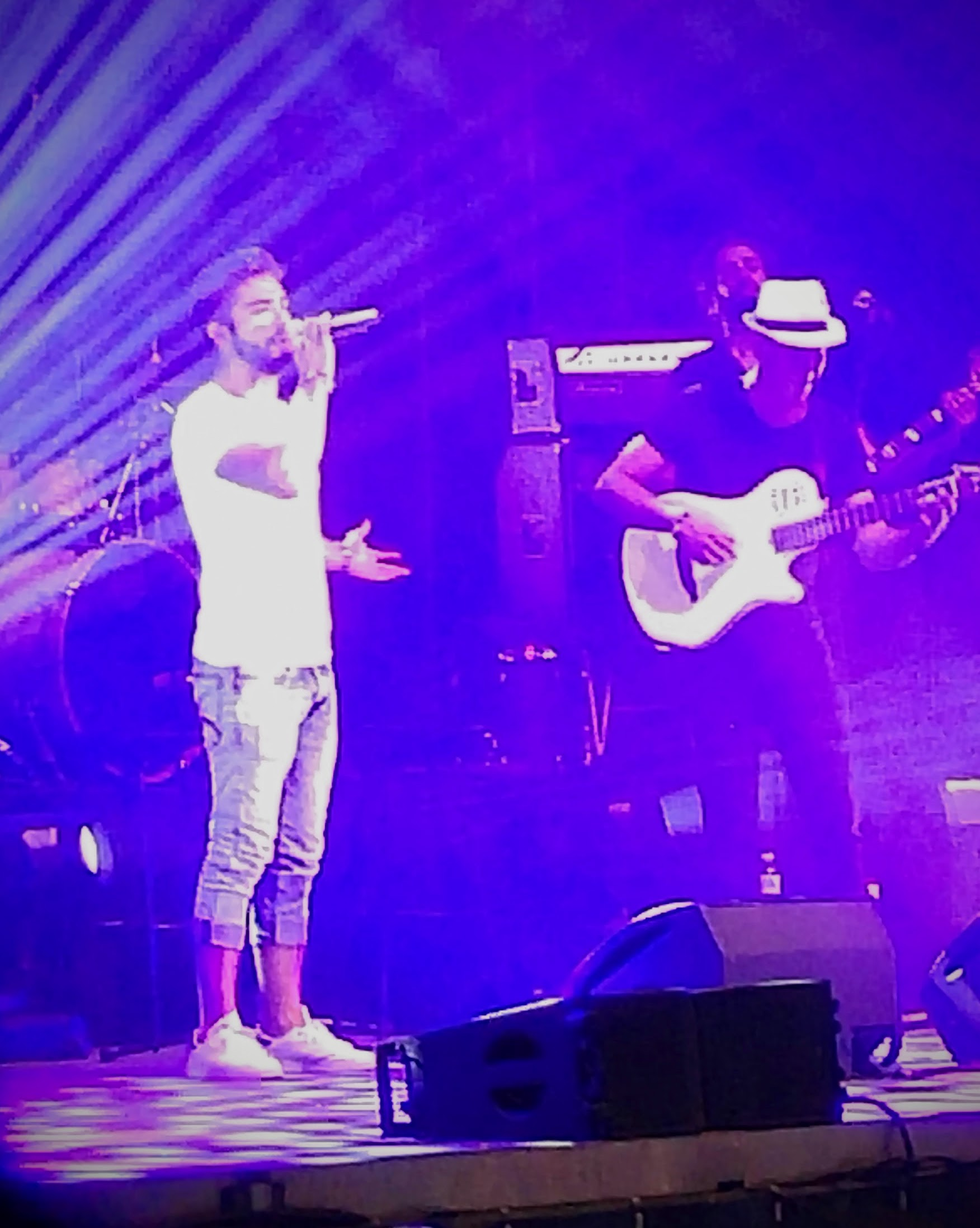
Kendji Girac en 2015.

En août 2013, convaincu de son talent, son oncle met en ligne une vidéo dans laquelle son neveu reprend le titre Bella de Maître Gims, dans un style gitan. La vidéo rencontre le succès sur YouTube et cette notoriété lui permet d'être repéré par la production de la troisième saison de The Voice. Il passe les castings et seul le coach Mika se retournera et mettra ainsi en valeur son talent. Il en ressort vainqueur, avec plus de 51 % des voix contre Maximilien (21 %), Amir (18 %) et Wesley (10 %), son score étant un record.
Le 14 juin 2014, Kendji Girac sort son premier EP, incluant le titre Color Gitano ainsi que quatre reprises : Bella de Maître Gims, Toi et moi de Guillaume Grand, Ma philosophie d'Amel Bent et Tous les mêmes de Stromae. Son style musical est influencé par la rumba flamenca.
Son premier album, intitulé Kendji, sort le 8 septembre 2014. Classé no 1 des ventes en France avec plus de 68 000 exemplaires écoulés en première semaine, Kendji réalise le meilleur démarrage de 2014 pour un disque original, et devient le premier gagnant d'un télé-crochet à s'emparer directement de la première place du Top albums depuis Christophe Willem en 2007. Porté par les succès de Color Gitano, Andalouse, Elle m'a aimé, Conmigo et Cool, l'album reste no 1 durant douze semaines et s'écoule finalement à plus d'un million d'exemplaires, entrant ainsi parmi les dix-neuf albums français vendus à plus d'un million d'exemplaires depuis l'an 2000. Kendji est alors récompensé aux NRJ Music Awards 2014 par deux prix, à dix-huit ans : « révélation francophone » et « chanson francophone » de l'année pour Color Gitano.
Après avoir enregistré une version française de One Last Time avec Ariana Grande, il effectue en 2015 une tournée en France et passe également par Genève et Bruxelles. Lors des NRJ Music Awards 2015, Conmigo reçoit le trophée de la Chanson française de l'année.

### EnsembleetAmigo(2015–2019)
Le 2 septembre 2015, il sort un nouveau single, Me quemo, annonciateur de son second album, Ensemble, publié le 30 octobre 2015. Avec 101 200 exemplaires vendus en une semaine, l'album réalise le meilleur démarrage pour un artiste issu d'une émission de télé-crochet. Il s'écoule finalement à 850 000 exemplaires, soutenu par les titres Les yeux de la mama, No me mires màs (avec Soprano) et Tu y yo. Au printemps 2016, il effectue une tournée des Zéniths et rejoint la troupe des Enfoirés.
Le 20 avril 2018, Kendji Girac annonce qu'il fait son retour musical après un an d'absence, qu'il explique par sa peur de lasser le public. Il dévoile à cette occasion le titre Maria Maria, premier extrait de son nouvel album, Amigo, dont la sortie est prévue pour le 31 août suivant,,. L'opus entre en tête des ventes (sans streaming) avec 48 500 exemplaires vendus en une semaine.
Sur ce troisième album, le chanteur tente le rap mais estime finalement que ce style de musique ne lui convient pas.

### Mi Vida(2020–2021)
En 2020, Kendji dévoile son nouveau titre Habibi, écrit par Slimane. La chanson mêle la culture gitane ainsi que la culture orientale ; selon le chanteur, ces deux cultures sont assez similaires et il voulait apporter un air de nouveauté. Son quatrième album est attendu en octobre et Kendji souhaite produire des titres enchanteurs faisant bouger et danser le public afin que ce dernier puisse retrouver le sourire après avoir été confiné pendant la pandémie de Covid-19. Ce nouvel opus fera apparaître des collaborations avec Vianney et Gims.
Le 28 août 2020 sort le titre Dernier Métro, duo signé avec Gims. Son quatrième album, paru le 9 octobre 2020, s'intitule Mi vida (« Ma vie » en français).

### L'École de la vieetVivre...(depuis 2022)
Le cinquième album L'École de la vie sort le 11 novembre 2022.
Le sixième album, Vivre…, sort le 4 octobre 2024.

## Vie personnelle
En janvier 2021, Kendji Girac et sa compagne Soraya Miranda deviennent parents d'une fille prénommée Eva Alba,.

## Affaires judiciaires
Dans la nuit du 21 au 22 avril 2024, il est blessé par balle au niveau de la poitrine, à Biscarrosse. Son pronostic vital est d’abord engagé, mais son état s'améliore par la suite. Le 22 avril, après enquête judiciaire, il indique « s’être tiré dessus tout seul », pour « simuler un suicide », selon ses propos rapportés dans la conférence de presse donnée par le procureur. Ce « chantage au suicide », qui peut être reconnu comme un acte de violence conjugale, intervient dans un contexte où son épouse aurait annoncé son intention de le quitter. Le 24 juin, le procureur de Mont-de-Marsan classe l'affaire sans suite, y compris pour l'acquisition et la détention d'une arme de catégorie B et l'usage de stupéfiants.

## Distinctions
| Année | Cérémonie        | Catégorie                               | Travail récompensé | Résultat   |
| ----- | ---------------- | --------------------------------------- | ------------------ | ---------- |
| 2014  | NRJ Music Awards | Chanson de l'année                      | Color Gitano       | Lauréat    |
| 2014  | NRJ Music Awards | Révélation francophone de l'année       | Kendji Girac       | Lauréat    |
| 2015  | NRJ Music Awards | Chanson francophone de l'année          | Conmigo            | Lauréat    |
| 2018  | NRJ Music Awards | Chanson francophone de l'année          | Pour oublier       | Lauréat    |
| 2020  | NRJ Music Awards | Artiste masculin francophone de l'année | Kendji Girac       | Nomination |
| 2022  | NRJ Music Awards | Artiste masculin francophone de l'année | Kendji Girac       | Nomination |

## Publications
- 2025 : Mi Vida[37], Flammarion

## Filmographie

### Émissions de télévision

#### Candidat
- 2014 : The Voice : La plus belle voix
- 2018 : L'aventure Robinson (duo avec Maitre Gims)

#### Juré
- 2020 : Good Singers
- 2020 et 2022-2023  : The Voice Kids
- 2022 : Mask Singer saison 3 : 1 épisode
- 2022 : Élection de Miss France 2023

#### Acteur
- 2017 : Chacun sa vie par Claude Lelouch
- 2022 : Champion : Zak[38]